# Łasiczyn (województwo zachodniopomorskie)
Łasiczyn (niem. Splinter Krug) – uroczysko-dawna miejscowość w Polsce położona w województwie zachodniopomorskim, w powiecie pyrzyckim, w gminie Lipiany.
Wg słownika Meyers, leśniczówka Splinterkrug, na mapie Splinter Krug należąca do Krazen (Krasne).
Miejscowość zanikła, ale jej nazwa jest wymieniana przez gminę jako miejscowość, wchodziła w skład sołectwa Krasne, w 2011 roku wymieniana jako wchodząca w skład sołectwa Skrzynka.
W latach 1975–1998 miejscowość administracyjnie należała do województwa szczecińskiego.